# Basílica de Santiago (Jamestown)
La Basílica de Santiago o Antigua Catedral de Santiago (en inglés: St. James Basilica) Es una iglesia parroquial en la diócesis de Fargo así como una basílica menor situada en Jamestown, Dakota del Norte, Estados Unidos. Un edificio anterior de la iglesia fue terminado en 1882 sirvió brevemente como catedral en el siglo XIX. El actual edificio de la iglesia fue incluido en el Registro Nacional de Lugares Históricos en 1982 como la Iglesia Católica St. James (Santiago), y fue elevado al estatus de basílica menor en 1988.
Los católicos se establecieron en el área de Jamestown ya en 1872, y la primera Misa se celebró en la ciudad el 10 de enero de 1879. El 10 de noviembre de 1889 el papa León XIII estableció la Diócesis de Jamestown, y St. James se convirtió en la catedral para la nueva diócesis. El 26 de octubre de 1988 el Papa Juan Pablo II elevó a la Iglesia de Santiago al rango de basílica menor.